# Oltrecastello
Oltrecastello è una frazione di Trento; si trova a circa 3,5 chilometri dal capoluogo ai piedi del Doss Sant'Agata.
Assieme a Celva, Cimirlo, Gabbiolo, Mesiano e Povo, è parte della circoscrizione amministrativa numero 7 del comune di Trento.

## Storia

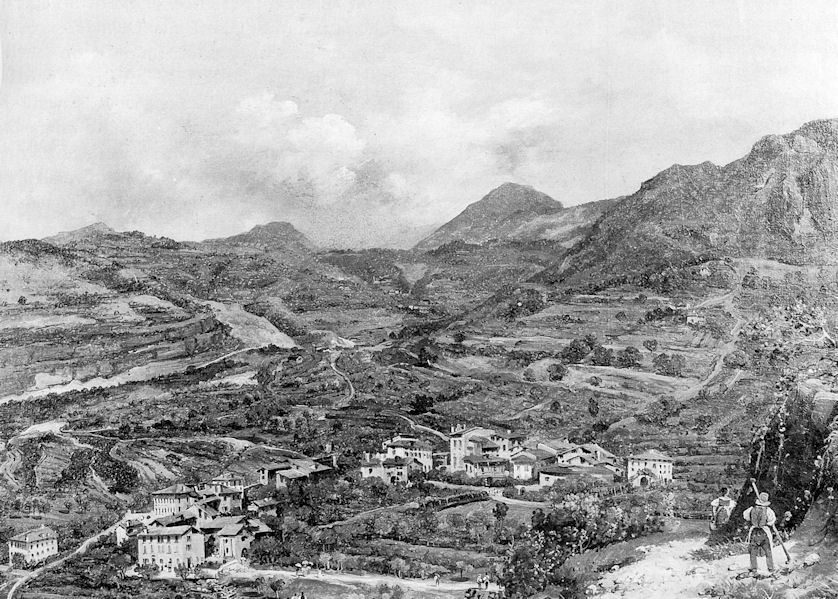
Immagine storica di Oltrecastello, ritratta dal Doss di Sant'Agata

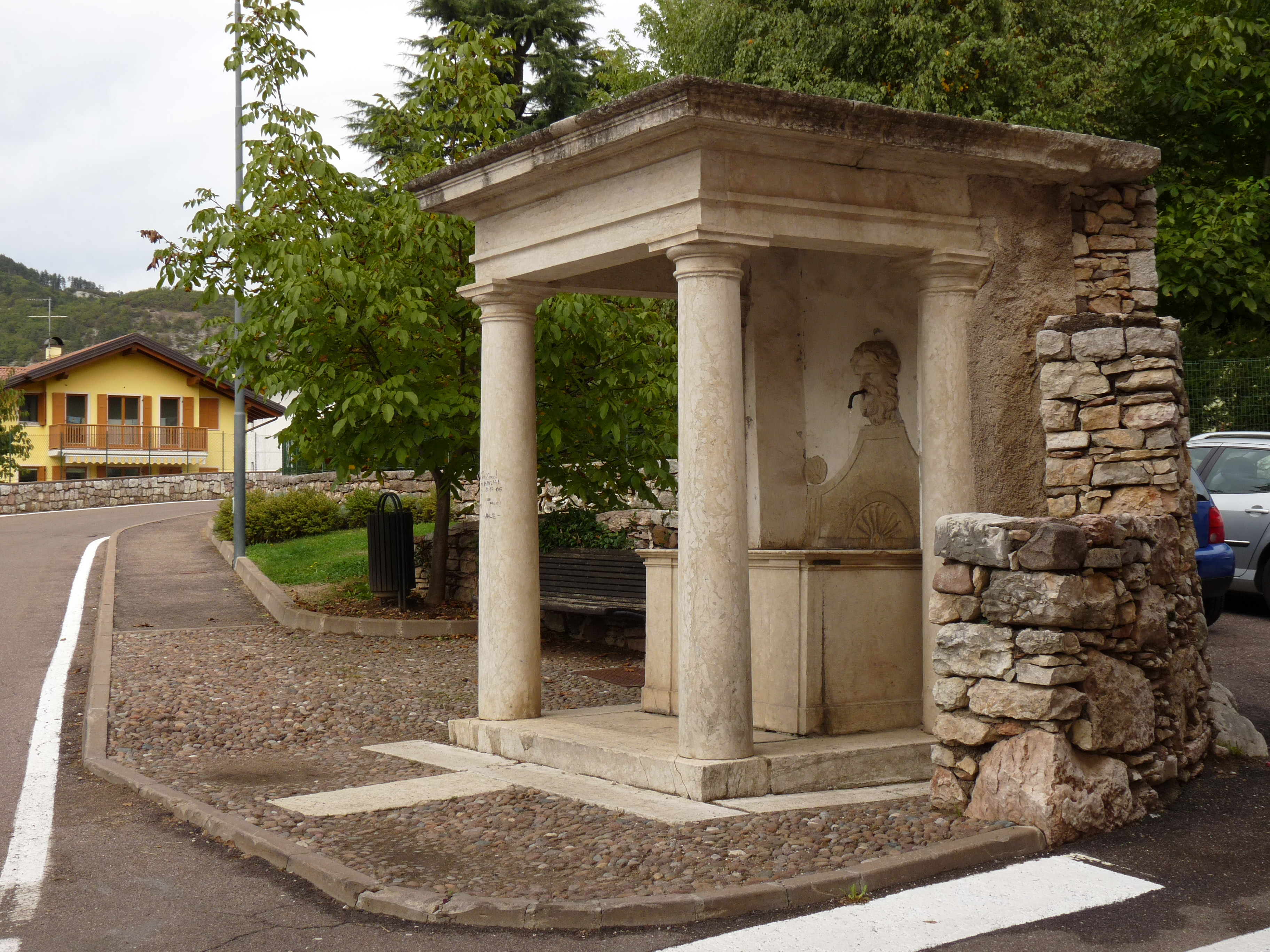
La fontana di Villa Barbacovi

Oltrecastello (481 m s.l.m) è un villaggio di terrazzo morenico, che si insinua nella sella tra il Dosso di Sant'Agata e il Monte Celva, per affacciarsi sulla valle del Fersina. Si tratta di un insediamento agricolo-padronale di origini tardo-medievali, legato alla colonizzazione agricola della collina ad est di Trento avvenuta a partire dal 1200. Storicamente vocato all'attività agricola, con specializzazione nella coltura della vite (e, più recentemente, anche del melo), Oltrecastello presenta un nucleo antico articolato sostanzialmente in due aggregati, la cui matrice morfologica deriva dall'incontro tra elemento naturale (la sede di terrazzo morenico) e insediamento puntuale di complesso rustico-signorile di origine tardo medievale e rinascimentale. L'insediamento di antica origine è costituito prevalentemente da unità edilizie addossate su corti aventi tipologia rurale, con presenza di edifici di particolare pregio storico artistico (Villa Pompeati, Palazzetto Predelli, Villa Fogarolli). Lo stesso territorio è ricco di elementi di arredo di impronta rustico-signorile. Originariamente, l'abitato è andato formandosi all'incrocio tra la viabilità di antica origine, sviluppatasi con andamento anulare attorno alle pendici del dosso Sant'Agata, e la rete di percorsi che porta al valico del Cimirlo (730 m). Vi era una piazza, originariamente, solo nel nucleo più a valle (ove si affaccia la barocca Cappella San Carlo Borromeo di Villa Pompeati), mentre la parte più a monte, priva di piazze, è accerchiata dal tracciato viario, con androni di attraversamento e corti comuni di penetrazione. L'attuale piazza, di origine recente, si attesta agli anni Sessanta del secolo scorso, quando venne costruita una nuova strada di collegamento tra Povo e Oltrecastello (l'attuale via della Resistenza). Di seguito, il borgo è stato oggetto del processo di "suburbanizzazione" che ha dato luogo alla costruzione di numerose "addizioni urbane" che, in pochissimi anni, hanno fatto raddoppiare la popolazione residente.

### Un nido di nobili
Oltrecastello era un "nido di nobili" che, a somiglianza delle "chartreuses" della regione girondina francese, seppur in ben altro ambiente, vi costruirono case di campagna, che erano insieme residenza stagionale e azienda agricola: oltre ai conti Pompeati, nel Settecento vi possedevano case signorili i Melchiori, i Turcati, i Barbacovi, i Sizzo, i Bortolazzi, gli Alberti-Poja, i Rizzi. D'estate le residenze si affollavano, d'autunno entravano in esercizio i roccoli. Oltrecastello era luogo di roccoli, torricelle, dette "oselére" situate in luogo eminente e circondate da opportuni boschetti.

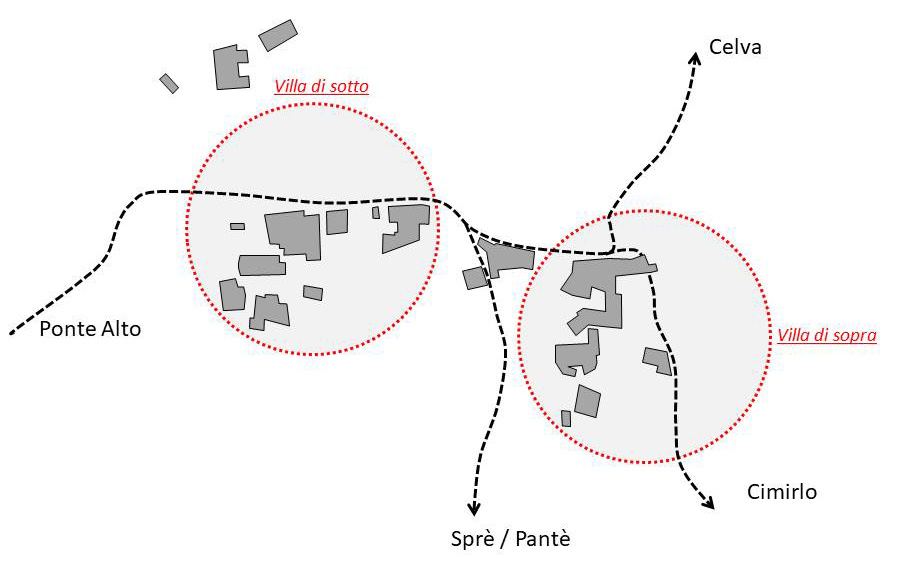
Oltrecastello: l'articolazione morfologica dell'insediamento storico

## Toponimo
Sulla sommità del colle di Sant'Agata è storicamente dimostrata l'insistenza di un castelliere fortificato, la cui presenza avrebbe dato origine, appunto, al toponimo "oltre il castello". L'abitato, infatti, è denominato nel 1426 Post Castro de Paho, mentre nella visita pastorale del 1581 è menzionato come Ultra Castello Pahi.

## Monumenti e luoghi d'interesse

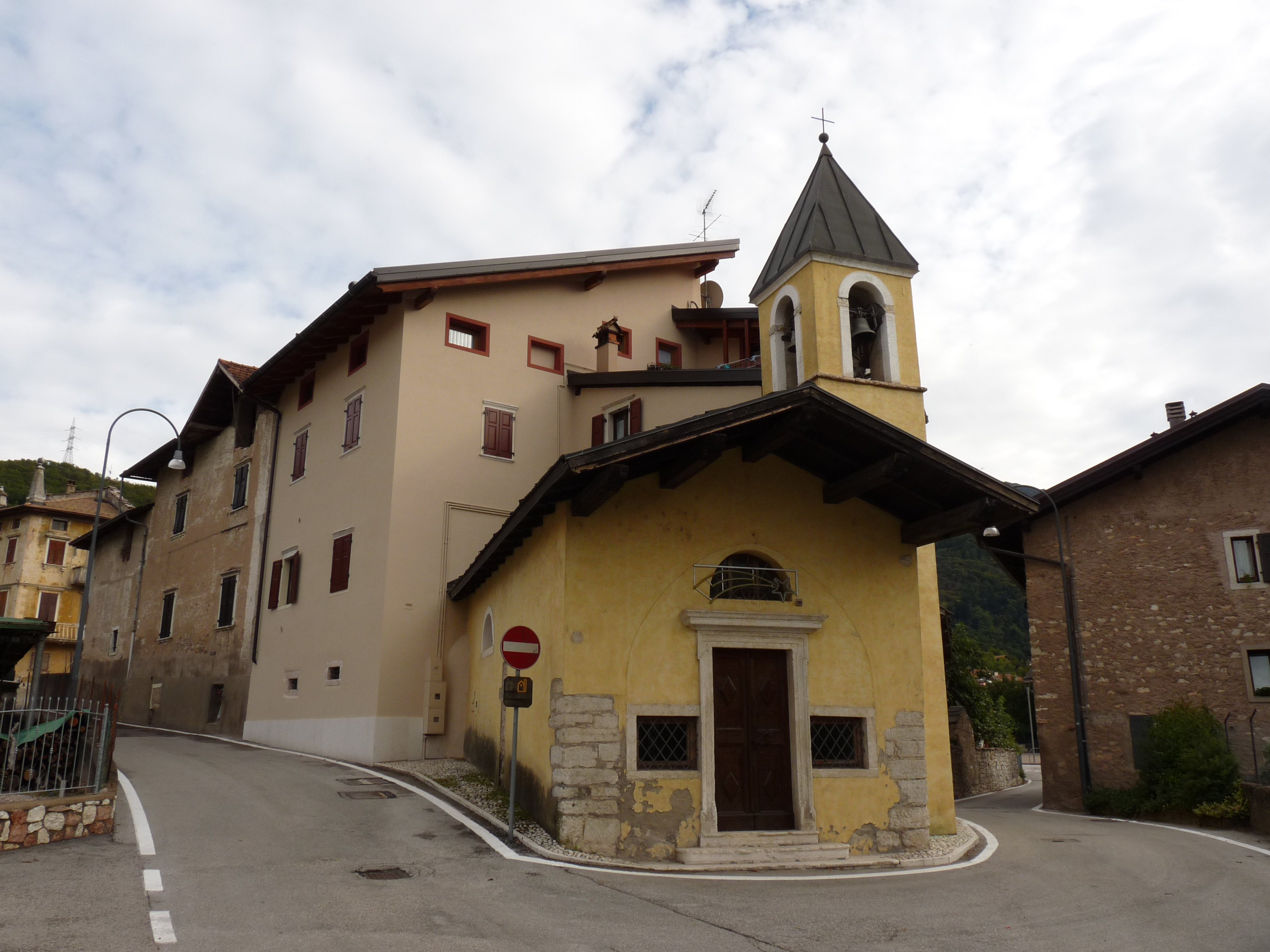
La chiesa di San Pantaleone

### Architetture religiose

#### Chiesa di San Pantaleone
È la chiesa che ha custodito la religiosità della comunità nel corso dei secoli. È collocata lungo l'antica strada che saliva da Povo e da Ponte Alto, all'altezza della "Villa di Sopra". Si tratta dell'ampliamento di un originario capitello, risalente al Quattrocento, ampliato in momenti successivi e dotato, durante l'Ottocento, di una piccola sacrestia e di un campanile.
La chiesetta, dedicata a san Pantaleone, ha quali altri patroni i santi Fabiano e Sebastiano. In verità la piccola chiesa cambiò spesso nome nel corso dei secoli: da San Rocco (1579) a San Pantaleone (1708), a San Sebastiano 1769), ai Santi Sebastiano e Fabiano (1784) e infine nuovamente a San Pantaleone fino ai giorni nostri. È quasi certo che la chiesa sorse in epoca tardo-medievale come succursale della chiesa parrocchiale di Povo, allo scopo di creare un punto di preghiera facilmente accessibile agli abitanti, e per ovviare alla cesura visiva determinata dal dosso di Sant'Agata tra la chiesa pievana e Oltrecastello. È menzionata già nel 1579, ed è caratteristica, perché un suo lato è comune ad un'altra casa. All'origine dell'edificio c'era molto probabilmente una sacra edicola (capitel), collocata nell'incrocio fra le due strade principali del paese: quella che portava a Povo e quella che conduceva a Trento. La facciata è costituita da un portale in pietra affiancato da due finestrelle quadrate, secondo lo stile più volte seguito nella costruzione delle chiesette nella comunità di Povo, ed è sovrastato da una finestra a lunetta. La pianta è di forma rettangolare, ottenuta all'allineamento di due quadrati sopra i quali insistono due volte a crociera ribassate, e divisi da due lesene laterali.

#### Chiesa di San Carlo Borromeo
Si tratta di una cappella privata, appartenente al complesso della Villa Pompeati. La chiesetta viene comunemente chiamata di S. Carlo Borromeo, ma la pala che essa contiene farebbe più correttamente pensare che voleva essere dedicata alla Madonna del Carmine. È inserita all'interno della proprietà dei conti Pompeati, ma è prospiciente ad una piazzetta, così che era facilmente utilizzata dai fedeli di Oltrecastello di sotto. Il portale reca lo stemma Pompeati, è in stile barocco e risale al XVIII secolo.

#### Chiesa del Cuore immacolato di Maria
L’attuale chiesa di Oltrecastello è costituita da un edificio dalle linee moderne, eretto a metà degli anni Sessanta su iniziativa degli abitanti del paese, raccolti in un comitato istituito all’uopo. La necessità del nuovo edificio sacro non rispondeva solamente a ragioni di natura socio-demografica, dovute all’aumento dei residenti nel Secondo dopoguerra, ma era direttamente legata alla configurazione urbanistica del borgo: la nuova strada di collegamento diretto con Povo (ovvero l’attuale via della Resistenza), ultimata proprio in quegli anni, aveva mutato radicalmente l’ingresso del paese (che tradizionalmente avveniva dall’attuale via Vittorio Marchesoni), collocando di fatto la storica chiesa di Oltrecastello in un “retro” urbanistico. Di qui la decisione di dare al paese una nuova porta, per tramite dell’edificazione di una chiesa. L’occasione fu la donazione, da parte di una residente nel paese, Giuseppina Lucin, di una porzione di terreno, proprio in corrispondenza del nuovo ingresso a Oltrecastello. Attraverso una successiva raccolta fondi che coinvolse, con entusiasmo, tutti gli abitanti del paese, divenne concreta l’idea della nuova architettura, del cui progetto si occupò l’ingegnere Ezio Mattivi. Nell’estate del 1965, il 22 agosto, proprio il giorno in cui si festeggiava, allora, il Cuore immacolato di Maria (di qui l’intitolazione della chiesa, su proposta del parroco don Mario Moschen), vennero avviati i lavori di preparazione delle fondazioni, che portarono, nell’autunno dello stesso anno, alla posa della prima pietra alla presenza del Vescovo di Trento Alessandro Maria Gottardi. Nel 1967 la chiesa venne consacrata, accogliendo il primo curato, don Celestino Tomasi. Seguirono don Adolfo Scaramuzza e, per ben diciassette anni, don Renato Scoz. Dal punto di vista architettonico l’edificio si configura come un gioco compositivo costruito attorno alla figura geometrica del trapezio. La pianta della chiesa, orientata come da tradizione, lungo l’asse ovest-est, è costituita da due trapezi incastrati l’uno nell’altro e “aperti” verso la valle dell’Adige. La sobria facciata è costruita attorno ad un’ampia vetrata colorata collocata sopra il portale d’ingresso, che riprende la forma stilizzata del Cristo che sale al Monte Calvario e che rende cangiante, in particolare durante il tramonto del sole, la luce proiettata nell’ampia aula unica. Semplici anche i materiali usati dal progettista nella costruzione, che caratterizza il basamento e gli ampi inserti delle forature verticali attraverso l’uso della pietra locale. I graffiti che ornano il presbiterio sono un’opera giovanile del pittore Achille Franceschini. Si tratta di un trittico che raffigura il Cristo crocifisso (al centro dell’abside), il Cuore immacolato di Maria (alla sua destra), e un sistema decorativo organizzato attorno al tabernacolo, che riprende temi della simbologia cristiana (il pavone, i pesci, il pane…). Negli anni Novanta del secolo scorso sono state collocate nell’aula due tele del Sei/Settecento, provenienti dalla vicina chiesa di S. Pantaleone, e un Crocefisso ligneo del tardo Settecento, già nell'edicola lungo la strada che scende a settentrione del doss di S. Agata. Più recentemente la chiesa è stata arricchita da una Via crucis.

#### Chiesa di Sant'Agata

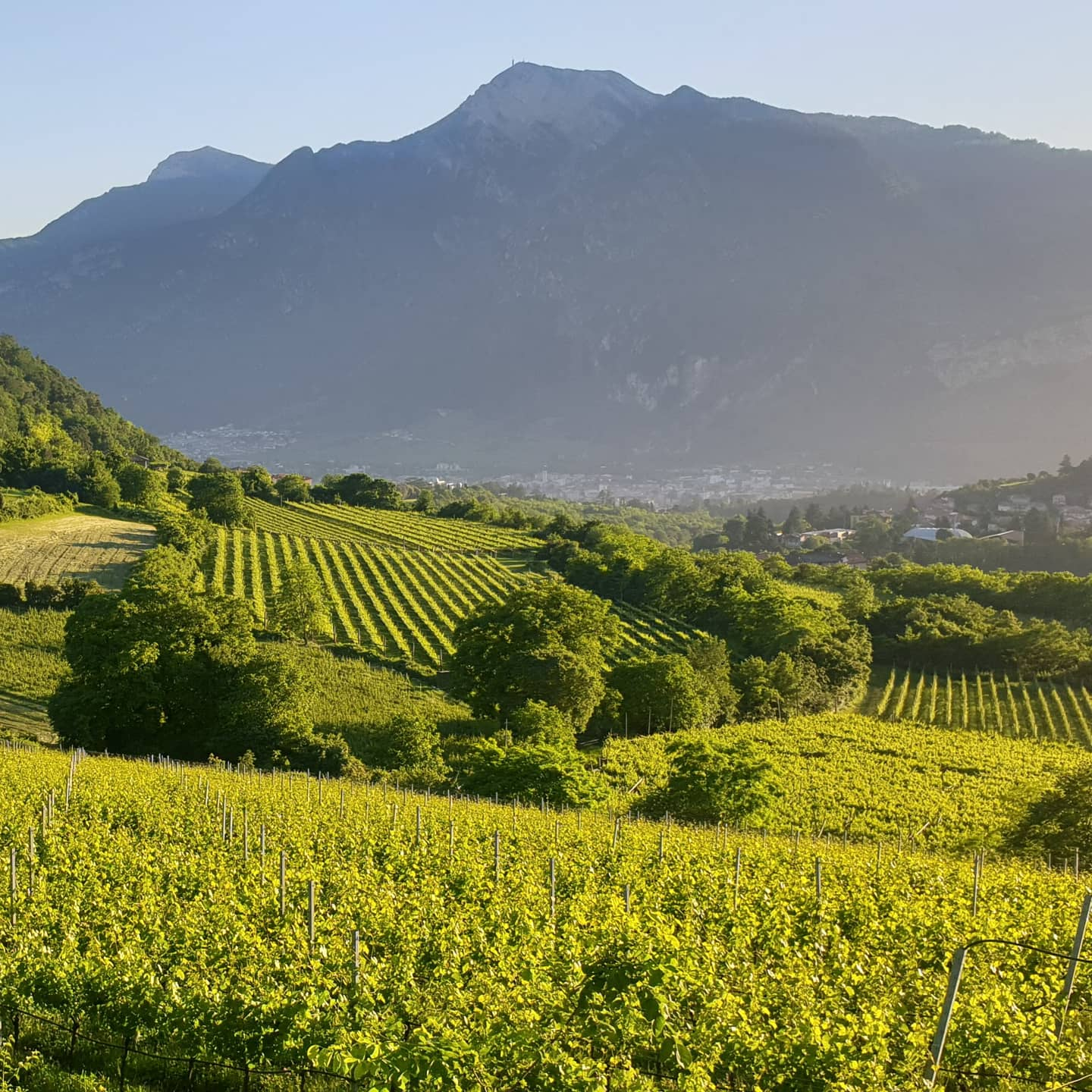
I paesaggi vitati della Selva di Oltrecastello

Antica chiesetta, situata sul punto morfologicamente più alto del Doss di Sant’Agata.

### Architetture civili

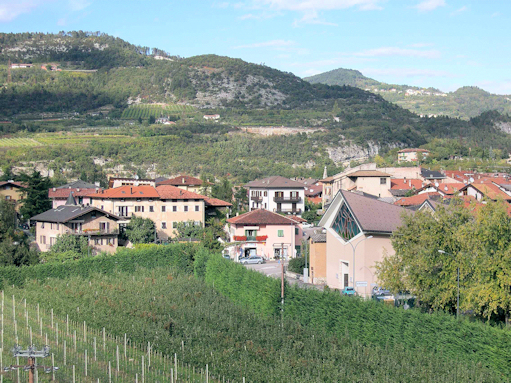
Veduta di Oltrecastello dal Dosso Sant'Agata

#### Villa Fogarolli
Si tratta di una dimora nobiliare settecentesca che costituisce un nucleo rustico-signorile di interesse storico-culturale, formato da villa padronale con parco e castelletto neogotico con torricella-belvedere prospiciente la valle dell'Orco. È caratterizzata dalla presenza di una filanda, dal 1870 circa.

#### Villa Pompeati
Si tratta di una villa conciliare, che rappresenta un gioiello dell'architettura cinquecentesca della collina est di Trento. Presenta le forme di un palazzo urbano con due ordini di finestre a monofora e bifore centrali, nonché oculi ovoidali al coronamento. L'insieme costituisce un complesso di particolare pregio ed è formato dalla villa, dalla chiesetta di San Carlo, dal parco e dal giardino all'italiana (ora distrutto), e dai rustici annessi. Per la conformazione tipologica, per gli elementi architettonici e decorativi e di organizzazione dell'ambiente circostante, rappresenta una testimonianza di altissimo valore storico e culturale.

#### Villa Barbacovi
Un tempo denominato Palazzetto Pedrelli, poi Casa Pegoretti, la villa ha goduto recentemente (2020) di un importante restauro architettonico che ne ha rimesso in evidenza l'antico splendore, eliminando le superfetazioni novecentesche. Si tratta di un edificio dalle forme barocche e costituisce un notevole esempio di residenza nobiliare del tardo Seicento del nucleo di Oltrecastello. Presenta un fronte principale con un pregevole portale posto in asse alla composizione simmetrica, sottolineata dalle cimase sommitali. Completavano armonicamente la pertinenza a parco, la fontana e il belvedere (oggi compromessi nella loro unità). Tutte le finestre della facciata principale dell'edificio sono rivolte a nord: una conferma dell'uso "estivo" del palazzetto da parte di nobili della città.

## Società

### Religione
La maggior parte dei paesani di Oltrecastello sono appartenenti alla Chiesa cattolica romana ed appartiene alla Diocesi di Trento.

### Il santo patrono
Una delle particolarità di Oltrecastello è il culto per un santo non molto diffuso: San Pantaleone. La venerazione a questo santo prende origini da influenze culturali e religiose venete avvenute a partire dal 1600 (proprio a Venezia è presente la monumentale chiesa di San Pantalon). La chiesa storicamente principale del borgo, è dedicata proprio al santo.

## Un piccolo paradiso dell'outdoor
Grazie alla sua posizione geografica, vicina alla città capoluogo ma collocata ai piedi di rilievi montani e in affaccio sulla forra della Valsugana, Oltrecastello è da sempre meta di frequentazione e di passeggio da parte dei residenti e degli abitanti di tutto il comune di Trento, durante tutto l'anno, grazie alla qualità dello spazio aperto naturale.

### Arrampicata: la falesia dei 70 scalini
Si tratta di una piccola palestra di arrampicata lungo le pareti affacciate sulla gola del Fersina, a nord della frazione. Sono presenti 15 vie che attraversano una roccia composta da calcare grigio/giallo molto compatto. Le vie si aggirano tutte sul grado 7, il che rende il luogo adatto a climber ben allenati. Il posto ha esposizione nord, nord-ovest: adatto ad una frequentazione in periodi caldi quando si scala volentieri all'ombra.

### Running: il giro della "Selva"
Si tratta di una passeggiata pianeggiante, molto amata dai runner, che dal centro del paese di Oltrecastello si insinua nella parte più selvaggia del borgo (chiamata con il toponimo "Selva", per l'appunto) secondo un percorso ad anello, attraversando splendidi paesaggi vitati. D'estate l'aria fresca proveniente dalla Valsugana, rende la passeggiata particolarmente refrigerante.

### Trekking/1: la salita al Doss Sant'Agata
Il Doss Sant'Agata è uno dei tesori nascosti del territorio comunale di Trento. Poco conosciuto, offre un panorama sulla morfologia della valle dell'Adige di rara bellezza. La sommità è caratterizzata da un largo prato ideale per giochi e pic-nic. Due i percorsi che salgono sul colle: uno a sud dell'abitato di Oltrecastello, a fianco del campetto da calcio; uno a sud-est, a fianco della Villa Pompeati.

### Trekking/2: L'anello delle "Fontane"
Si tratta di un percorso ad anello che taglia le pendici del monte Celva, attraverso antichi sentieri e mulattiere che disvelano la natura agro-boschiva dell'insediamento. La partenza avviene da piazza Oltrecastello, in direzione nord verso la Selva, quindi in direzione est verso la località Fontane, per poi ridisciendere dall'antica strada per il villaggio di Celva e infine, attraverso la località "crozati" i "ronchi", si torna al punto di partenza.

## Cultura

### Modi di dire
- "Oltrecastello: piccola villa, grande bordello" (si riferisce, probabilmente, al fatto che Oltreastello era luogo di villeggiatura estiva e di feste per la nobiltà cittadina dal Settecento fino al primo Novecento).

## Curiosità
- Per la sua posizione "nascosta" rispetto al centro abitato di riferimento, Povo, gli oltrecastelani sono stati descritti, nell'immaginario collettivo, come personaggi "originali", "rovesci", che amano far le cose al contrario rispetto alla prassi comune (i reversi de Oltrecastèl). Inoltre, per la posizione apparentemente ombrosa e umida del borgo, i suoi abitanti sono stati ironicamente immaginati come personaggi sulla cui schiena "cresce il muscio" (i gha 'l muscio sula schena). In realtà l'abitato è adagiato in un contesto estremamente salubre, e gode dei raggi solari dalle prime luce dell'alba fino all'ultimo tramonto con pochi eguali in tutta la Val d'Adige.
- La parte settentrionale del territorio di Oltrecastello era occupata da cave di pietra calcarea, ora abbandonate. Oggi il paesaggio è agreste e silvestre. Qualcuno dei graffiti lasciati da generazioni di industri tagliapietra sono stati pietosamente salvati dalla vegetazione selvaggia che ha acquistato il martoriato paesaggio.
- Gli oltrecastellani, pur facendo parte della comunità di Povo, si sono sempre considerati una comunità a parte. Una autonomia orgogliosa, rivendicata con costanza nel corso dei secoli, ed ancora attuale.